# Río Torcón
El río o arroyo Torcón es un pequeño río de la parte centroriental de España, afluente por la margen izquierda del río Tajo. Nace en los Montes de Toledo a los pies del monte Alanillas Altas, y desemboca en el Tajo a la altura de La Rinconada de Tajo.
En su curso se embalsa en el embalse cabecera del Torcón, donde recibe al arroyo de la Yedra, como afluente; y en el embalse del Torcón de 7 hm³ de capacidad. 
Junto a su curso se alza el Castillo de Montalbán.
- Datos: Q16627394
- Multimedia: Torcón River / Q16627394